# 赫米特吉 (阿肯色州)
赫米特吉（英語：Hermitage）是一個位於美國阿肯色州布拉德利縣的城市。根據2020年美國人口普查，該地人口為525人，而該地的面積約為2.79平方千米。

## 地理
冬宮城的座標為33°26′54″N 92°10′21″W / 33.44833°N 92.17250°W，而該地的平均海拔高度為56米（即184英尺）。